# Sinocyclocheilus liboensis
Sinocyclocheilus liboensis és una espècie de peix cipriniforme de la família dels ciprínids.

## Morfologia
Els mascles poden assolir els 13,5 cm de longitud total.

## Distribució geogràfica
Es troba a Guizhou (Xina).